# Elvis (telefilme)
Elvis es una película para la televisión estadounidense de 1979 dirigida por John Carpenter y protagonizada por Kurt Russell como Elvis Presley, se estrenó en el canal ABC. Esta fue la última aparición de Kurt Russell en televisión y su primera colaboración con John Carpenter, director con el que ha trabajado hasta en cinco ocasiones. La esposa y el padre del actor, Season Hubley y Bing Russell, hacen de la esposa y el padre de Elvis Presley.
Tras el éxito del telefilme en Estados Unidos, Elvis fue estrenada por Europa. Estuvo nominada a los Premios Globos de Oro a mejor película para televisión y a tres premios Emmy, incluido a mejor actor para Russell. Debutó en DVD a comienzos de 2010 y en Blue-ray en 2016.

## Sinopsis
La historia sigue la vida y carrera del icono del rock and roll Elvis Presley. Situada a finales de 1970, y se trata de una ucronía, no es un relato verdadero de los últimos años de la carrera de Elvis antes de su muerte en 1977.
Hay más de una versión de esta película: hay una versión que empieza con un corte de pelo de Elvis cuando le llaman de la marina estadounidense y luego la muerte de su madre, sin escenas de su vida anteriores, esta versión salió en la televisión inglesa y duraba alrededor de dos horas incluyendo anuncios.

## Reparto
- Kurt Russell (y el cantante Ronnie McDowell) ... Elvis Presley
- Shelley Winters ... Gladys Presley
- Season Hubley ... Priscilla Presley
- Bing Russell ... Vernon Presley
- Robert Gray ... Red West
- Pat Hingle ... Coronel Tom Parker
- Charles Cyphers ... Sam Phillips
- Ellen Travolta ... Marion Keisker
- Charlie Hodge ... Él mismo
- James Canning ... Scotty Moore
- Elliott Street ... Bill Black

## Canciones
- "Mystery Train"
- "The Wonder Of You"
- "That's Alright Mama"
- "Blue Moon Of Kentucky"
- "My Happiness"
- "Old Shep"
- "Concert Medley"
- "Lawdy Miss Claudy"
- "Shake Rattle And Roll"
- "Long Tall Sally"
- "A Fool Such As"
- "Heartbreak Hotel"
- "Rip It Up"
- "Love Me Tender"
- "Are You Lonesome Tonight"
- "Crying In The Chapel"
- "Until It's Time For You To Go"
- "Pledging My Love"
- "Seperate Ways"
- "Suspicious Minds"
- "Blue Suede Shoes"
- "Finale - Dixie - Battle Hymn Of The Republic"